# Христоф I (маркграф Бадену)
Христоф I (нім. Christoph I. von Baden; 13 листопада 1453 — 19 березня 1527) — маркграф Бадену в 1475—1515 роках. Розширив родинні володіння, але хвороба Христофа I наприкінці його життя призвела до їх розділу, що тривав до 1771 року.

## Життєпис
Походив з династії Церінгенів. Старший син Карла I, маркграфа Бадену, та Катерини (доньки австрійського герцога Ернста Габсбурга). Народився 1453 року в Гогенбадені. Здобув шкільну освіту в Шпаєрі та Фрайбурзі. 1468 року разом з Ебергардом V, графом Вюртембергу, здійснив прощу до Єрусалима. 1469 року оженився з представницею впливового роду Катценельнбоген.
1474 року допомагав імператорові Фрідріху III в конфлікті з Карлом, герцогом Бургундії, щодо швейцарських кантонів. У 1475 році після смерті батька став маркграфом Бадену спільно з братом Альбрехтом. 1476 року останній отримав частину Бадену із замком Хахбергу. Фактично керував Баденом Христоф I.
З 1478 року брав участь у війнах з Францією на боці Гасбургів. Був призначений штатгальтером Люксембургу. За успішні дії отримав люксембурзький феод Узельденг.
1482 року домовився з братом про обмін його частки на щорічну пенсію. 1488 року після смерті Альбрехта маркграфство Баден-Хахберг повернулося до Бадену. 1489 року стає членом Швабського союзу. Христоф I намагався досягти мирних стосунків з Вюртембергом та Страсбурзьким єпископством, водночас розширити володіння за рахунок дрібних імперських лицарів.
1490 року підписав з Філіппом Церінгеном, маркграфом Хахберг-Заусенбергом, спадковий договір, за яким за відсутності спадкоємців один з них наслідує усі володіння другого. 1491 року стає кавалером ордена Золотого руна. 1492 року отримав від імператора феоди Родемахерн і Хасперінген.
До 1493 року отримав від Філіппа фон Хахберг-Заусенберга в управління його баденські феоди. 1495 року видав закон, яким сприяв виноградарству і виноробству. 1503 року після смерті Філіппа фон Хахберг-Заусенберга успадкував його володіння.
1511 року намагався заповісти усі володіння синові Філіппу. Проте більшість шляхти відмовилася затвердити це. Втім лише 1512 року Христоф I відмовився від цієї думки. Водночас стало швидко погіршуватися його здоров'я. 1515 року сини маркграфа — Філіпп, Бернгард і Ернст відсторонили батька, встановивши контроль над маркграфством. 1518 року Христофа було запроторено до замку Гогенбаден, де той перебував до своєї смерті 1527 року.

## Родина
Дружина — Отілія, донька Філіппа Молодого фон Катценельнбоген.
Діти:
- Отілія (1470—1490), абатиса в Пфорцгаймі
- Якоб (1471—1511), архієпископ Трірський
- Марія (1473—1519), абатиса монастиря Ліхтенталь
- Бернгард (1474—1536), 1-й маркграф Баден-Бадену
- Карл (1476—1510), канонінік соборів Страсбургу і Тріра
- Христоф (1477—1508), канонік в Кельні
- Філіпп (1479—1533), маркграф Бадену
- Рудольф (1481—1532), канонік у Майнці, Кельні, Страсбурзі та Аугсбурзі
- Ернст (1482—1553), маркграф Баден-Пфорцгайму
- Вольфганг (1484—1522)
- Сибілла (1485—1518), дружина графа Філіппа III фон Ханау-Ліхтенберг
- Розіна (1487—1554), дружина: 1) графа Францп Вольфгангп фон Гогенцоллерна; 2) Йоганна фон Оу цу Вахендорфа
- Йоганн (д/н—1490)
- Беатріса (1492—1535), дружина пфальцграфа Йоганна II фон Зіммерн
- Георг (1493)